# Bisdom Barishal
Het bisdom Barishal (Latijn: Dioecesis Barisalensis) is een rooms-katholiek bisdom met als zetel Barisal, hoofdstad van zowel de divisie Barisal als van het district Barisal, in Bangladesh. Het bisdom is suffragaan aan het aartsbisdom Chattogram. 

## Geschiedenis
Het bisdom werd opgericht op 29 december 2015, als het bisdom Barisal, uit delen van het bisdom Chittagong, en was suffragaan aan het aartsbisdom Dhaka. Op 2 februari 2017 veranderde het van kerkprovincie en werd suffragaan aan het aartsbisdom Chattogram. Op 28 december 2018 veranderde het van naam naar bisdom Barishal. 

## Parochies
Het bisdom had in 2022 een oppervlakte van 20.708 km2 en telde 14.527.388 inwoners waarvan 0,1% rooms-katholiek was.

## Bisschoppen
- Lawrence Subrata Howlader (29 december 2015 - 19 februari 2021; apostolisch administrator: 22 mei 2021 - 19 augustus 2022)
- Emmanuel Kanon Rozario (21 juni 2022 - heden)